# 山海屯音樂節
山海屯音樂節（Heart Town Festival），是在台中舉辦的年度音樂節慶活動。

## 命名源由
以台中舊名命名為「山海屯」，並在首屆時以「山線」、「海線」、「屯線」分隔系列活動。

## 三大主軸
三大主軸分別為山（霧社事件）、海（台中港）、屯（台灣議會之父：林獻堂），分述如下：
- 〈山的傳說〉發想來源：台灣日治時期的臺中州能高郡霧社（今南投縣仁愛鄉霧社），因原住民不滿政府的苛政，發生了以賽德克族頭目莫那·魯道為首的霧社事件，為台灣歷史上最為人所知的武裝抗爭事件之一。[3]
- 〈海的傳說〉發想來源：台中港，1939年（昭和14年）定名為「新高港」，取新高山（玉山）之名，戰後，中華民國接管臺灣，新高港更名為臺中港，曾經一度繁榮，臺灣接管計劃綱要地方政制中甚至規劃臺中港旁的梧棲為省轄市，但後來並無施行；之後隨著國共內戰的爆發而沉寂下來，直到十大建設時才開始三階段的建港工程。五十年代以來，台灣經濟開始起飛，進出口貿易量急遽增加，致基隆港、高雄港兩港逐漸有雍塞的現象。政府為此乃決定闢建台中港，藉以減輕基、高兩港的負荷，並為台灣中部地區提供一個對外貿易門戶，以促進台灣經濟、人口的均衡發展。[4]
- 〈屯的傳說〉發想來源：林獻堂，臺灣臺中人。林獻堂是台灣日治時期非暴力反日人士中右派代表人物，被稱為「台灣議會之父」。被歷史學者 Johanna M. Meskill 譽為「台灣自治運動的領袖與文化的褓母」。[5]

## 歷年演出

### 第一屆
- 主題：山線拼海路，縱貫線最漂丿音樂節！
- 時間：2014年8月9日、10日
- 地點：台中文化創意產業園區
- 演出陣容：滅火器、沉睡伊人、Crossfaith、Architects、頑童116、Coldrain、SiM、Born of Osiris、ISSUES、FINCH、董事長、BORN、凜、Retrospect、四分衛、Rottengraffty、DEZEMBER、HATAKE BAND、濁水溪公社、吹波糖、STARTLINE、八三夭、大象體操、火燒島、嘴哥、血肉果汁機、LAZY LADY、P!SCO、舒米恩、農村武裝青年、拷秋勤、Beyond Cure、艾瑋倫&TAWW、麋先生、ILovwU、土匪亡靈、主音樂團、柒拾趴、神棍、77NDD、阿飛西雅、OVDS、復古世代、重擊者、Overtone、BIKE機踏車、Fun People、賽德費、OBSESS、yesido、野花樂團、Go Go Rise、少女情懷、驢子耳朵、炸彈客、詹宇琦、擊沉女孩、One Way Street

### 第二屆
- 時間：原為2015年8月7～9日，因遇颱風蘇迪羅 (2015年)縮為9～10日
- 地點：烏日高鐵藝文廣場
- 演出陣容：Limp Bizkit、The Used(US)、Young Guns(UK)、閃靈、Fear, and loathing in Las Vegas、coldrain、Retrospect(TH)、Crystal Lake、MEANING(JP)、Mary's Blood(JP)、Her Name in Blood(JP)、The Game Shop(JP)、Fear the setting Sun(AUS)、動力火車、老諾、麋先生、io樂團、旺福、強辯、濁水溪公社、秋紅、鐵樹蘭、帶菌者(HK)、流氓阿德、沈玉琳、P!SCO、Beyond Cure、皇后皮箱、暴君、阿雷固、怕胖團、EFTC破繭而出、火燒島、賽德費、嘴哥、神棍、JOKER、血肉果汁機、Stench of Lust、Alien Avenge、White Noise、OBSESS、Attack Before、一步、旋轉蝴蝶、柒拾趴、擊倒巨人、OVDS、適者生存、虛幻曙光、TRASH、八十八顆芭樂籽、晨曦光廊、隨性、胖虎、go go rise美好前程、惡魔刺客、The Roadside Inn、凋零瞬間、赤世代、文藝復興、奇克拿、麻花捲怪獸、妮可醬女子樂團、冰霜之淚、台青蕉、BB彈、LYRA、新墨鏡、理化兄弟、貪婪黑洞、夕陽武士、彼岸曙光、毒蘋果、飛行約翰、台灣爽、Sorry about that、復古世代、原子邦妮、蛹樂團、茄子蛋、落幕表述、偏執狂、Nora Says、殘息樂團、她的海、勞動服務、Travel while Alive、B.R.T.D、彩色筆、MP金屬力量、Ripple、城市雨人

### 第三屆
- 時間：2016年11月26、27日
- 地點：台中洲際棒球場
- 演出陣容：ARCHITECTS、@Veil of Maya(US)、Capture the Crown(AU)、I kill the prom queen、楊乃文、Young Guns(UK)、TOTALFAT(JP)、Crystal Lake、董事長、INFERNAL CHAOS、八十八顆芭樂籽、MEANING(JP)、Retrospect X Sweet Mullet(TH)、vistlip(JP)、Merry(JP)、NOISEMAKER(JP)、妖精帝國、朱頭皮&蕭福德、Lomosonic(TH)、P!SCO、信樂團雙華(HK)X 白噪音、隨性Random、腦剎樂隊、荔枝王、getsunova(TH)、INKT(JP)、東尼大木TONY BAND(JP)、晨曦光廊、墮天(CN)、幻日、OBSESS、嘴哥、OVDS、火燒島、適者生存、怕胖、Attack Before、Stench of Lust、蛾人(HK)、Beyond Cure、Survive Said The Prophet(JP)、FOAD(JP)、AZAMI(JP)、教練樂隊、一步、JOKER樂團、復古世代、Instinct of sight、The Roadside Inn、Emerging From The Cocoon 破繭而出、暴君、Nocturne Moonrise、Seasons for Change、逆流、Parallel Horizons(HK)、惡魔刺客、美好前程、HOUDINI(TH)、Maggot Colony 蠅蛆殖民、屍體派對、柒拾趴、PEATLE&1M1、Masquerader、Villes(SG)、Jill(JP)、Greedy Black Hole、Defeat The Giant擊倒巨人、SOUNDBASE、嘎嘎X李洛祥、煙霧彈、TRUTH CORRODED(Aus)、TRUTH BE KNOWN(SG)、桑吉爾夫、The Gates、瞬轉未來、烏鴉航班、Remnants of the Fallen(KR)、Desecration 、步行者、One way street、理化兄弟、The Next Morning、Soul of ears、衝擊人生、The Fake Adult Project、TAU

### 第四屆
- 時間：2018年4月28、29日
- 地點：台中洲際棒球場
- 演出陣容：Enter Shikari(UK)、Crown the Empire(US)、脫拉庫、Crossfaith(JP)、BACK-ON(JP)、SECRETS(US)、EBOLA(TH)、ANNALYNN(TH)、TRASH、ROACH(JP)、GYZE(JP)、OBSESS、暴君、流血ブリザード(JP)、LIBERAL ARTS]](JP)、Hexvoid(JP)、KAPITAL(ID)、IN VICE VERSA(THI)、步行者、VILLES(SG)、丘與樂、飛行約翰、TOBE、FUTURE AFTER A SECOND、EMERGING FROM THE COCOON 破繭而出、主音樂團 X 海克力斯、江東成名、負極高壓電 Cathode Freak、謎路人 Way of Puzzle、Break One's All、Burning Beak、應許之地 ha-Aretz、毀滅體制 Destroy The System、鐵擊、老破麻 - Old Slut Distortion、MenliveN 米粒人、共犯結構 Accomplicesand、SHOOT UP、Endtrocity 暴行終止、EnlightEN、5PM Promise(JP)、One Way Street、Ripple、Aurora 極光樂團、消波塊、靈魂咆哮、Insomnia、南瓜老爹

### 第五屆
- 時間：2019年4月27、28日
- 地點：台中洲際棒球場
- 演出陣容：Mayday Parade(US)、coldrain(JP)、a crowd of rebellion(JP)、Xmas Eileen(JP)、With Confidence(AU)、Ocean Sleeper(AU)、恕、OBSESS、暴君、飯匙槍、彼岸曙光、福川組、妖之鬼狐(JP)、繼承者(MA)、ST.Clair(JP)、CANA(TH)、Unto the Dawn(HK)、Bones of Rakshasa(HK)、GO GO RISE美好前程、Hijack、桑吉爾夫、Greedy black hole、MISTY(JP)、暴噬者、TOBE、Future after a Second、EnlightEN、最後一擊、shoot up、粗大band、獨立人種、神棍、固定客、謎路人、宋德鶴、END THESE DAYS、WINDRUNNER(VN)、羣島、餵飽豬、Break one’s all、whaleholic

### 爭議
- 噪音問題：2015年第二屆活動舉辦適逢蘇迪勒颱風,在時間無法更動外國藝人無法改期的情況下依然舉辦 因颱風現場狀況十分糟糕，活動被迫演出超過晚間十點，其重低音與地勢共鳴，引發附近居民不滿，台中市環保局依違反噪音管制法開罰。[6]

- 退款爭議：由於颱風影響活動內容，第二屆山海屯開放觀眾無條件退款，退款金額龐大，負責單位明麗國際因此破產。最後由新投資方買下山海屯音樂節與 Alive Promotions 品牌，完成觀眾與攤商退款後，成立雅活創作股份有限公司主辦第三屆山海屯音樂節。

- Papa Roach(蟑螂老爹)樂團案：許女向雅活林姓負責人佯稱，已情商Papa Roach樂團到「山海屯音樂節」表演，並出具與該樂團的契約書，主辦單位不疑有他匯款51萬餘元給許女，同年7月，許女並持活動合約書至法院進行公證，但之後許女卻遲未通知林男，Papa Roach樂團來台演出後續訊息，林男寫信向樂團美國經紀公司查證，才發現是騙局一場。[7]

## 外部連結
- 山海屯音樂節臉書粉絲專頁
- 山海屯音樂節官方網站